# Marcel Martí i Badenes

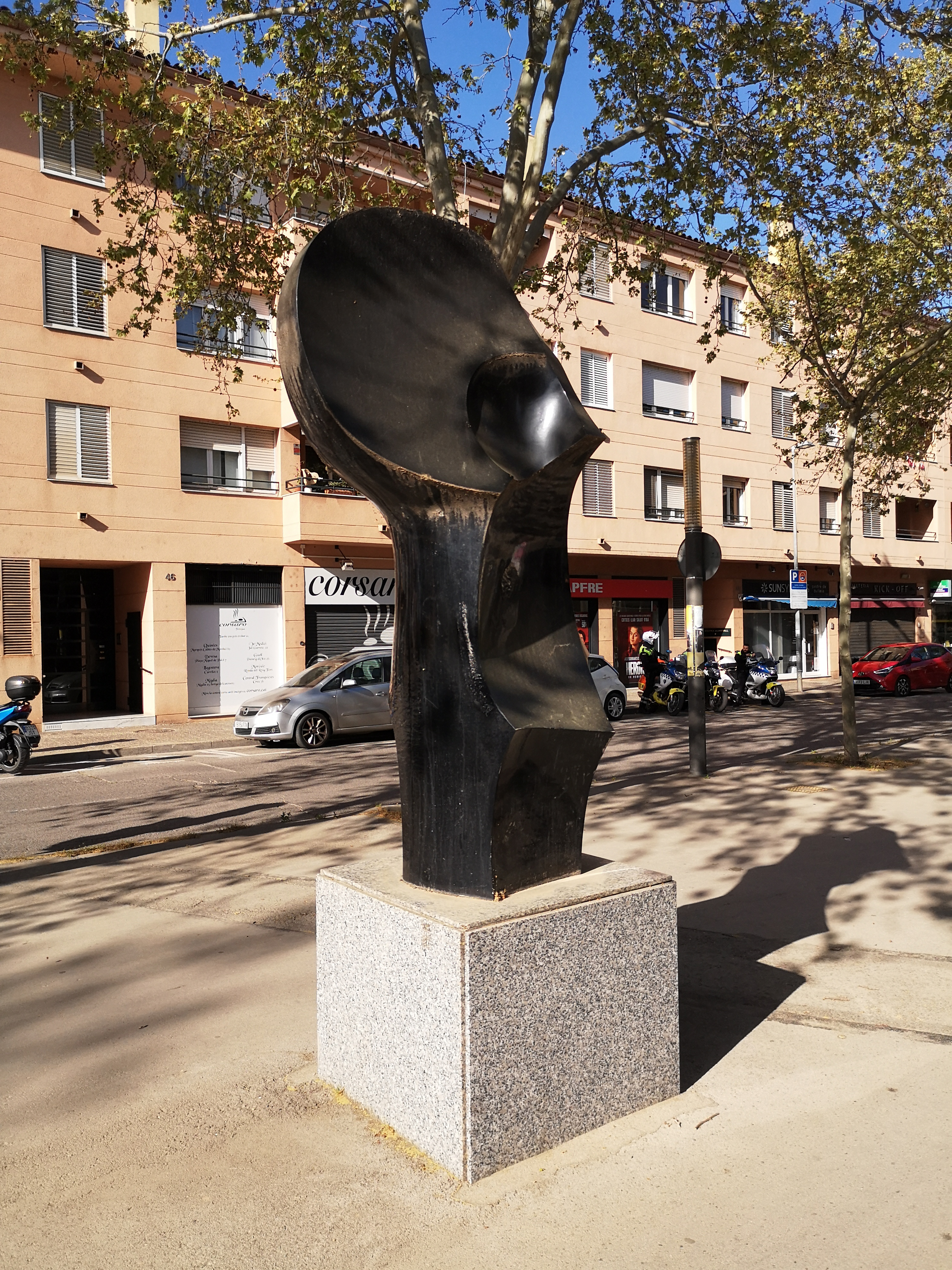
Nefer Mediterrània (1988), de Marcel Martí, a la Rambla Xavier Cugat, de Girona.

Marcel Martí i Badenes (Alvear, Argentina, 1925 - Palafrugell, 2010) fou un escultor català.

## Biografia

### Primers anys
Neix a Alvear, però els seus pares són catalans. El 1928 tornen a Barcelona. Marcel comença a dibuixar als 17 anys, i aviat renuncia a seguir estudis superiors per dedicar-se a la pintura. En veure els seus primers dibuixos, el pintor Pere Prat Ubach s'ofereix a donar-li classes particulars. El 1946 el seu pare decideix cedir-li un estudi adjunt al negoci familiar, després que li encarreguin les il·lustracions per a un llibre de poesia catalana. Sol·licita una beca per viatjar a París però no li és concedida. A partir de 1946 comença a interessar també per l'escultura.
El 1948 realitza la seva primera exposició a Barcelona a la Sala Caralt. Un cert èxit de la mateixa li permet viatjar a París, on s'integra en els cercles artístics de la ciutat. A la Académie de la Grande Chaumière rep lliçons de Ossip Zadkine, André Lhote i Paul Bornet.
El 1950 viatja per Suècia i per Itàlia, on queda impressionat per l'obra de Miquel Àngel. Tres anys després participa en l'exposició col·lectiva "Art Actual", a Xile, i en l'Exposició Municipal de Belles Arts de Barcelona. Torna a exposar individualment a la Sala Caralt. La seva pintura es concentra cada vegada més en la forma. A partir d'aquesta data es dedica gairebé exclusivament a l'escultura.
Participa en la II Biennal Hispanoamericana i al VIII Saló d'Octubre de Barcelona el 1955. Després d'una etapa figurativa, a partir de 1958 evoluciona cap a l'abstracció.
Aquest any rep el premi d'escultura Manolo Hugué, i és seleccionat per l'Exposició Nacional de Belles Arts de Barcelona. Participa en el "Homenatge informal a Velázquez" a la Sala Gaspar de Barcelona, on es troba entre altres a Canogar, Millares, Corberó, Ferrant, Narotzky, Planell, Ràfols-Casamada, Saura, Sempere, Subirachs i Vilacasas.
El 1959 presenta a la Galeria Syra de Barcelona la seva primera exposició d'escultures. A partir d'aquest moment tracta de modificar el seu estil, explorant formes més naturals i simbòliques. Es dedica gairebé exclusivament al metall, amb obres geomètriques en les quals predominen els angles i arestes. El 1960 neix el seu primer fill, David, i guanya el premi Julio González d'escultura. Exposa al IX Saló de Maig de Barcelona i en la col·lectiva "Art Espanyol a Taos", a Califòrnia.

### Consolidació del seu estil

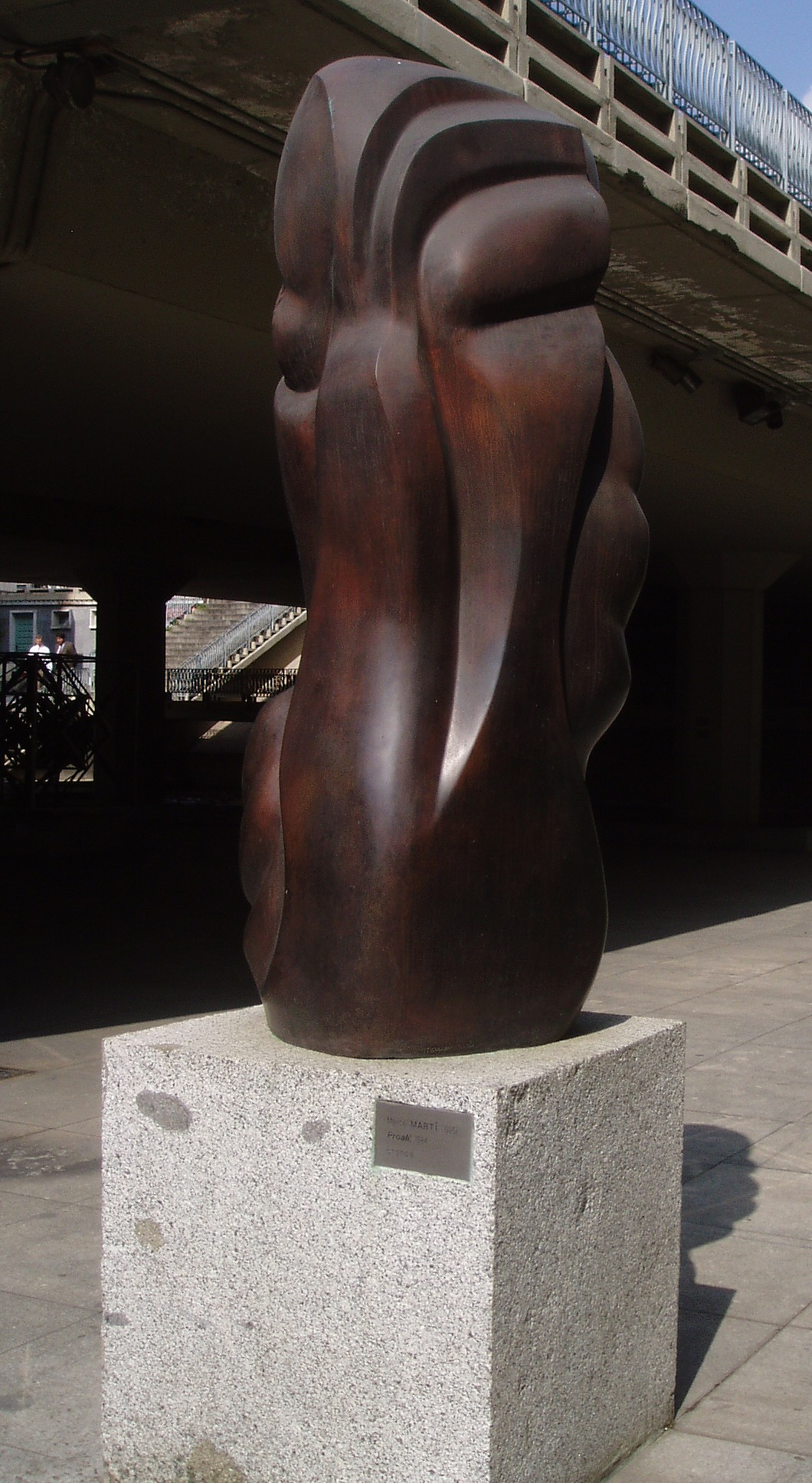
Proalí, al Museu d'Escultura a l'aire lliure de la Castellana.

El 1961 s'instal·la una escultura seva en un jardí de Montbau, Barcelona; altres artistes seleccionats en la mateixa iniciativa són Subirachs, Angel Ferrant i Eudald Serra. Aquesta peça constitueix la seva primera obra monumental. Participa en les col·lectives "O figura" i "L'objecte" a la Sala Gaspar de Barcelona.
A l'any següent realitza l'exposició individual a la Galeria Grifé i Escoda de Barcelona. Participa en una col·lectiva a la Galeria Marlborough de Londres i en la International Surt of Contemporary Art de la mateixa ciutat. Dos anys més tard realitza exposicions individuals en el Círculo de la Amistad a Còrdova, a la Sala del Prado de Madrid ia la Galeria René Metrás de Barcelona. A més, és convidat a la "Setmana d'Espanya" a Rabat, la "Exposición de Arte Español" a Mèxic, "Art Espanyol Contemporani" a Hèlsinki, "22 Artistes Espanyols" a Fes i la XXXII Biennal de Venècia.
El 1966 participa en "Exposició d'Escultura Contemporània" en el Museu Rodin de París i en el Milan Art Center. Un any després realitza una exposició individual a la Galeria Lorenzelli de Bèrgam. Col·labora en la "Spanische Kunst Heute" a la Stadische Kunstgalerie de Bochum, i en "Forma, Espai, Matèria" al Col·legi d'Arquitectes de Barcelona.

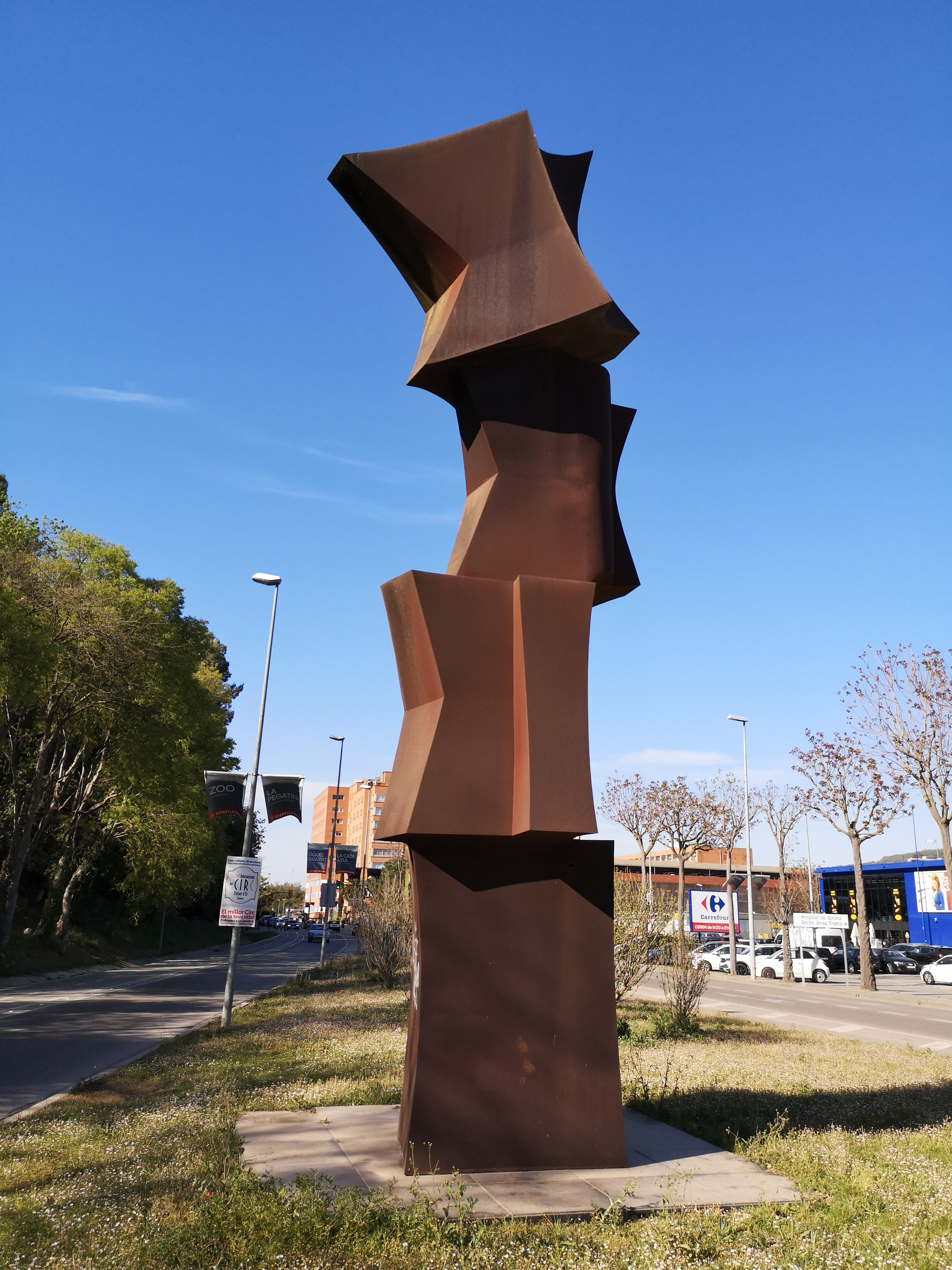
Atnel Girona (1989), de Marcel Martí, a l'Avinguda de França, de Girona.

L'any 1968 intervé en un gran nombre d'exposicions col·lectives: al Museu de Conca, a Santa Cruz de Tenerife, a l'Escola d'Arquitectura de Barcelona, en el Primer Saló d'Escultura Contemporània de Barcelona, a la Kunsthalle de Nuremberg i en el Kunstmuseum Boymans de Rotterdam. A més, realitza una escultura monumental en Miami commemorant el descobriment d'Amèrica. A l'any següent és convidat a participar en la Biennal d'Anvers.
El 1970 es casa amb Gena Feliu, la seva dona, fixant la seva residència a La Sala, petit poble al cor de l'Empordà. Allà realitza una exposició en el Castell-palau de la Bisbal. Al cap d'uns anys es traslladen a Corçà.

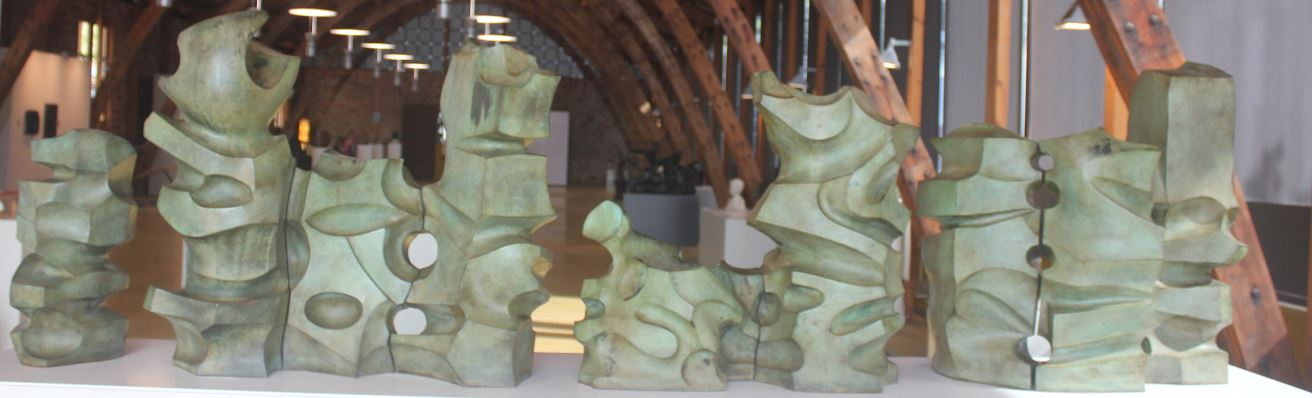
Les Medes, col·lecció Lluís Bassat

Contribueix al Museu d'Escultura a l'aire lliure de la Castellana de Madrid amb la seva obra Proalí. Participa en l'Exposició Nacional d'Escultura Contemporània de Girona i al Saló de Maig de París, on presenta una obra de grans dimensions i pes que no obstant això va desaparèixer mentre es trobava exposada.
És seleccionat per "Art 73", exposició antològica d'artistes espanyols a la Fundació March de Madrid. Forma part en la "II Mostra Provincial d'Art" realitzada a la Fontana d'Or de Girona i en una col·lectiva de Barakaldo. El 1974 realitza una gran escultura per a l'Autopista del Mediterrani, entre Girona i Barcelona. També aquest any col·labora en la I Exposición Internacional de Escultura en la Calle de Santa Cruz de Tenerife.
Participa en "One Man Show" a la Fira d'Art de Basilea de 1977, amb la Galeria René Metras. Col·labora a més amb el Museo Internacional de la Resistencia Salvador Allende, exposició itinerant que arriba a Espanya a través de la Fundació Miró de Barcelona i la Galeria Juana Mordó de Madrid. Aquest any neix la seva filla Elisenda.
El 1979 realitza una escultura monumental per l'Observatori de Calar Alto, a Almeria. Participa en "L'amnistia a l'Uruguai", realitzada a la Fundació Miró de Barcelona. Decideix instal·lar-se en una casa als afores de Peratallada, on viurà i tindrà el seu estudi fins poc abans de la seva mort.
El 1982 participa en "One Man Show" amb la Galeria 3 i 5 de Girona a la primera edició d'ARCO. Amb motiu dels Mundials de Futbol organitzats a Espanya aquest mateix any, es realitza l'exposició "Dotze Escultors", de la qual forma part, així mateix també intervé en "Arts Plàstiques 50-80" d'Expocultura a Barcelona, i en la "I Mostra d'Escultura Contemporània" a Girona.
Exposa individualment a la Galeria Cadaqués, el 1984. La Galeria Sèrie-Disseny de Barcelona organitza el 1985 "Els Tallers", on participa amb Xavier Corberó, Joan Mora, Subirachs i Emilia Xargay. També participa en "Pintors i Escultors Catalans de la Segona Avantguarda", organitzada en el marc dels actes commemoratius de "Catalunya 1.000 anys". Aquesta mostra viatja a Estrasburg, Viena, Osaka, Tòquio i Nova York.
Durant els anys vuitanta realitza diferents escultures monumentals: a la plaça Salvador Allende de Barcelona (1984), l'"Homenatge a Laureano Miró" a Esplugues de Llobregat (1985) i el "Monument a la Sardana" a la Bisbal d'Empordà. El 1989 realitza una obra per a la Rambla de Xavier Cugat a Girona, una altra per a la N-II entre Girona i Figueres, i una altra amb motiu del Mil·lenari de Catalunya, a Vic.
El 1991 realitza dues escultures de grans dimensions: una per a Codorniu, en la Napa Valley, Califòrnia i una altra per a les Autopistes del Garraf, a Barcelona. Participa en "Catalan Painters and Sculptors the Second Vanguard", a Napa Valley, en "Journées Catalans à Tunisie", a Tunísia, en el Fons d'Art de la Generalitat i en "Els Avant-Gardes de la Sculpture: La Catalogne", al Espace Culturel du Pin Galant, a Mérignac, França.
Durant l'Exposició Universal de Sevilla, es realitza una exposició de la seva obra al Pavelló de Catalunya.
L'11 d'agost de 2010, Marcel Martí mor al municipi de Palafrugell a l'edat de 85 anys.

## Anàlisi
Malgrat les seves incursions en l'abstracció geomètrica i els seus contactes amb el neoconstructivisme en les seves obra primera, Marcel Martí és considerat un escultor lligat a l'informalisme pel caràcter expressionista de les seves obres. En les seves obres és palpable la influència dels grans escultors contemporanis (Moore, Zadkine, Juli González). En les seves escultures utilitza els més diversos materials: el ferro, el bronze, la pedra calcària, el marbre, l'argila, la fusta, el polimetacrilat o l'acer. Les seves obres més característiques són escultures orgàniques que recorden en certa manera al modernisme català. S'hi combinen elements còncaus i convexos amb línies cada vegada més senzilles i depurades, quedant palesa la importància del volum i la recerca de la perfecció en la factura.